# Statens väg- och transportforskningsinstitut
VTI, Statens väg- och transportforskningsinstitut, är ett svenskt forskningsinstitut inom transportsektorn. Huvuduppgiften är att bedriva forskning och utveckling kring infrastruktur, trafik och transporter. VTI arbetar för att kunskapen om transportsektorn kontinuerligt ska förbättras och är på så sätt med och bidrar till att uppnå Sveriges transportpolitiska mål.
Verksamheten omfattar samtliga transportslag och områdena väg- och banteknik, drift och underhåll, fordonsteknik, trafiksäkerhet, trafikanalys, människan i transportsystemet, miljö, planerings- och beslutsprocesser, transportekonomi samt transportsystem. Kunskapen från institutet ger beslutsunderlag till aktörer inom transportsektorn och får i många fall direkta tillämpningar i såväl nationell som internationell transportpolitik.
Transportbiblioteket vid VTI är en nationell resurs för informationsförsörjning och informationsspridning för alla trafikslag inom transportforskningsområdet.
VTI har omkring 250 medarbetare och finns i Linköping (huvudkontor), Stockholm, Göteborg och Lund.
VTI utför forskning på uppdrag i en tvärvetenskaplig organisation. Medarbetarna arbetar också med utredning, rådgivning och utför olika typer av tjänster inom mätning och provning. På institutet finns tekniskt avancerad forskningsutrustning av olika slag och körsimulatorer i världsklass. Dessutom finns ett laboratorium för vägmaterial och ett krocksäkerhetslaboratorium.
I Sverige samverkar VTI med universitet och högskolor som bedriver närliggande forskning och utbildning. VTI medverkar även kontinuerligt i internationella forskningsprojekt, framförallt i Europa, och deltar aktivt i internationella nätverk och allianser.
VTI är en uppdragsmyndighet som lyder under regeringen och hör till Landsbygds- och infrastrukturdepartementets verksamhets-/ansvarsområde. Institutet är certifierat enligt kvalitetsledningsstandarden ISO 9001 och miljöledningsstandarden ISO 14001. Vissa provningsmetoder vid VTI:s laboratorier är dessutom ackrediterade.

## Historik
Statens väg- och transportforskningsinstitut tillkom 1923 som KAK:s Väginstitut och tilldelades statsbidrag 1925. Samtidigt beslutade regeringen att institutets ordförande skulle utses av chefen för Kommunikationsdepartementet och att stadgarna skulle underställas Väg- och vattenbyggnadsstyrelsen för godkännande. Namnet ändrades då till Svenska Väginstitutet för att 1934 bli Statens Väginstitut. År 1971 bildades Statens väg- och trafikforskningsinstitut genom sammanslagning av Statens Väginstitut och Statens trafiksäkerhetsråd. Efter att verksamheten breddats bytte institutet år 1993 namn till Statens väg- och transportforskningsinstitut.

## Generaldirektörer
- 1982–1989 Hans Sandebring
- 2000–2007 Urban Karlström
- 2007–2016 Jonas Bjelfvenstam
- 2017– Tomas Svensson